# Piper lingshuiense
Piper lingshuiense är en pepparväxtart som beskrevs av Y.C. Tseng. Piper lingshuiense ingår i släktet Piper och familjen pepparväxter. Inga underarter finns listade i Catalogue of Life.